# 스토미아스과
스토미아스과(Stomiidae)는 앨퉁이목에 속하는 조기어류과의 하나이다. 아주 작은 물고기로 보통 15cm정도이고, 최대 26cm에 불과하다. 바이퍼피시 등을 포함하고 있다.

## 하위 분류
스토미아스과는 다음과 같이 분류한다.
| - Aristostomias - Astronesthes - Bathophilus - Borostomias - 독사고기속 (Chauliodus) - Chirostomias - Echiostoma - Eupogonesthes - Eustomias | - Flagellostomias - Grammatostomias - Heterophotus - 이디아칸투스속 (Idiacanthus) - Leptostomias - Malacosteus - Melanostomias - Neonesthes - Odontostomias | - Opostomias - Pachystomias - Photonectes - Photostomias - Rhadinesthes - Stomias - Tactostoma - Thysanactis - Trigonolampa |